# Bugry (rejon wsiewołożski)
Bugry (ros. Бугры) – osiedle w Rosji, w obwodzie leningardzkim, w rejonie wsiewołożskim. W 2010 liczyło 6154 mieszkańców.

## Urodzeni
- Lubow Kozyriewa – radziecka biegaczka narciarska.